# Paedocypris
Paedocypris es un género de peces de origen indonesio perteneciente a la familia Cyprinidae, descubiertos en un pantano con un alto nivel de acidez en las islas de Sumatra y Borneo.
La Paedocypris progenetica había sido reclamada como la especie más pequeña de peces y vertebrados del mundo, descubiertos hasta ahora, sin embargo, hace poco tiempo, fue registrada una rara especie de rana Paedophryne amauensis quien con sus escasos 7.7 mm le quita a esta especie su lugar como el vertebrado más pequeño del mundo. El tamaño mínimo registrado en una hembra madura es de 7.9 mm y la longitud máxima -registrada hasta ahora, en un espécimen adulto es de 10.3 mm.

## Especies
Se reconocen las siguientes:
- Paedocypris progenetica Kottelat, Britz, Tan & Witte, 2006
- Paedocypris micromegethes Kottelat, Britz, Tan & Witte, 2006
- Paedocypris carbunculus Britz & Kottelat, 2008